# Großsteingrab Warnkenhagen
Das Großsteingrab Warnkenhagen war eine megalithische Grabanlage der jungsteinzeitlichen Trichterbecherkultur bei Warnkenhagen, einem Ortsteil von Glasin im Landkreis Nordwestmecklenburg (Mecklenburg-Vorpommern). Über Maße, Ausrichtung und Grabtyp liegen keine näheren Angaben vor. Robert Beltz führte die Anlage 1899 noch als erhalten, sie wurde also erst im frühen 20. Jahrhundert zerstört.